# Мечеть султана Мурада
Мечеть султана Мурада (мак. Султан-муратова џамија, інша назва: Hunkar dżamija від тур. — султанська або sahat dżamija від тур. sahat — годинник) — мечеть у Скоп'є, Північна Македонія. Розташована в старому Османському кварталі, поруч із вежею з годинником. Вона була побудована в одному з найвищих місць в місті, де раніше знаходився монастир св. Георгія — головний монастир Скоп'є до часів Османської окупації. Будівництво мечеті профінансував султан Мурад II. Мечеть була закладена в 1436, розроблений Хусейна з Дебару, і ймовірно, став мечеттю в Скоп'є.
Будівля прямокутна в плані. Інтер'єр нагадує три нави базиліки з плоским дахом. Перед входом у храм, є чотири колони, увінчані аркадою. У дворі храму є фонтан і два тюрбани (могили), одна з них — сімейства Алі-паша Дагестану. Храм зберігся до наших днів в хорошому стані незважаючи на стихійні лиха.